# یواس‌اس چیواکام (ای‌اوجی-۲۶)
یواس‌اس چیواکام (ای‌اوجی-۲۶) (به انگلیسی: USS Chiwaukum (AOG-26)) یک کشتی بود که طول آن 220 ft 6 in بود. این کشتی در سال ۱۹۴۴ ساخته شد.